# Scotogramma proxima
Scotogramma proxima är en fjärilsart som beskrevs av Barnes och Benjamin 1924. Scotogramma proxima ingår i släktet Scotogramma och familjen nattflyn. Inga underarter finns listade.